# Maniszewo
Maniszewo – osada w Polsce położona w województwie lubuskim, w powiecie słubickim, w gminie Rzepin, w sołectwie Kowalów.
W latach 1975–1998 miejscowość administracyjnie należała do województwa gorzowskiego.
Osada położona jest przy drodze lokalnej Maniszewo-Kowalów, w pobliżu drogi wojewódzkiej nr 137 Słubice – Trzciel.
W miejscowości działało państwowe gospodarstwo rolne – Przedsiębiorstwo Rolno-Eksportowe w Maniszewie. Swoje obiekty – Domek Myśliwski, Ośrodek Łowiecki – posiadał także Zakład Usług Socjalnych Lubuskiego Kombinatu Rolnego w Rzepinie.